# Deževa
Deževa, település Szerbiában, a Raškai körzet Novi Pazar községében.

## Népessége
- 1948-ban 51 lakosa volt.
- 1953-ban 61 lakosa volt.
- 1961-ben 97 lakosa volt.
- 1971-ben 120 lakosa volt.
- 1981-ben 161 lakosa volt.
- 1991-ben 213 lakosa volt.
- 2002-ben 238 lakosa volt, akik közül 235 szerb (98,74%), 1 horvát és 2 ismeretlen.